# Ngày thế giới phòng chống bệnh AIDS
Ngày thế giới phòng chống bệnh AIDS (World AIDS Day) là ngày lễ quốc tế được cử hành vào ngày 1 tháng 12 hàng năm, nhằm nâng cao nhận thức về nạn dịch AIDS do việc lây nhiễm HIV, và để tưởng nhớ các nạn nhân đã chết vì HIV/AIDS.
Tính từ năm 1981 tới 2007, bệnh AIDS đã giết chết hơn 25 triệu người, và tới năm 2007 ước tính có khoảng 33,2 triệu người trên khắp thế giới bị nhiễm HIV, làm cho HIV/AIDS trở thành một trong các dịch bệnh phá hoại nhất trong lịch sử. Mặc dù gần đây, việc điều trị và phòng chống HIV đã được cải thiện ở nhiều vùng trên thế giới, nhưng chỉ riêng năm 2007, đã có khoảng 2 triệu người bị chết vì bệnh AIDS, trong đó có khoảng 270.000 trẻ em.

## Lịch sử

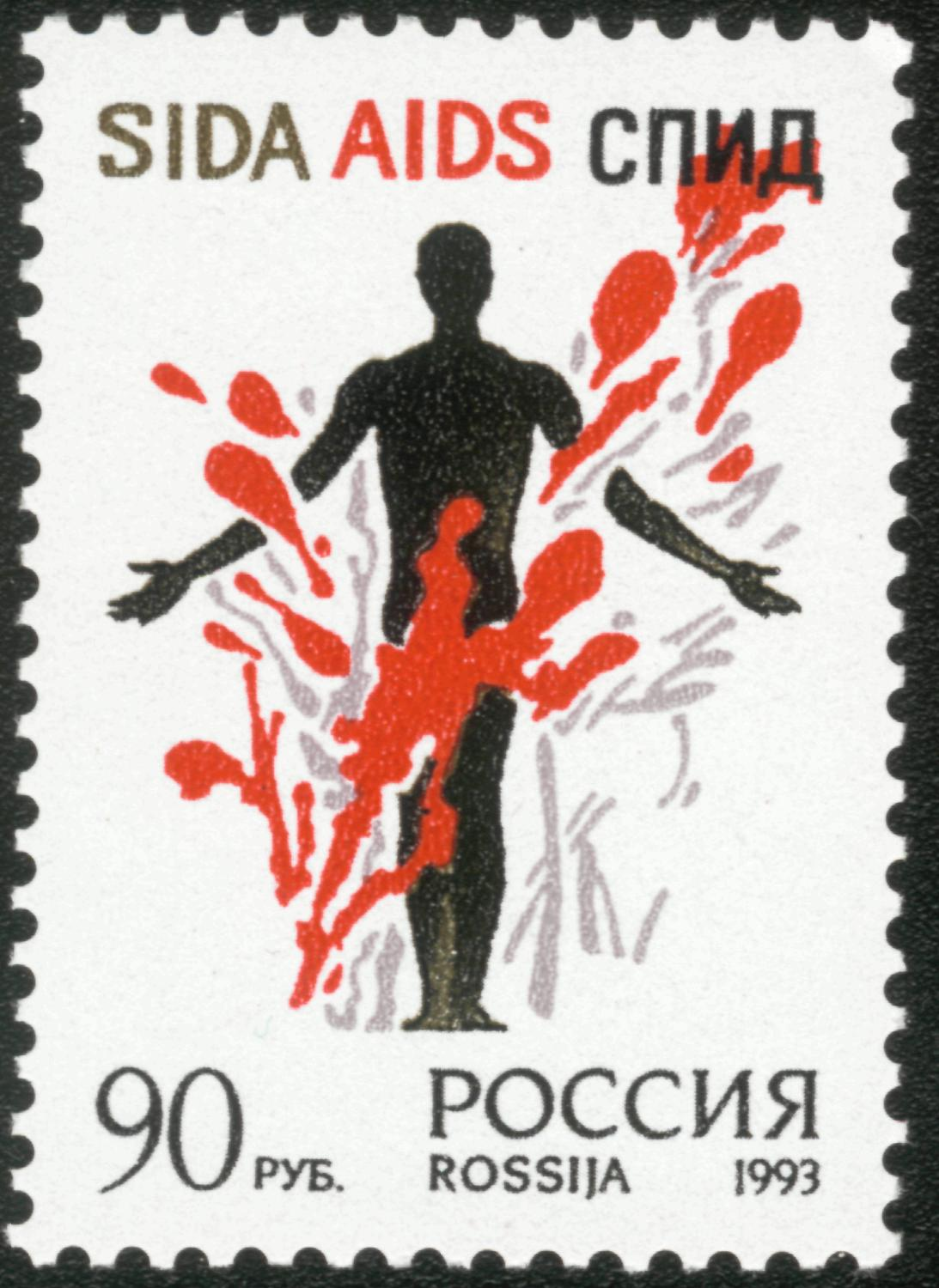
Tem thư của Nga, 1993

"Ngày thế giới phòng chống bệnh AIDS" được James W. Bunn và Thomas Netter, hai viên chức thông tin đại chúng cho "Chương trình toàn cầu về bệnh AIDS" của Tổ chức Y tế Thế giới tại Genève, Thụy Sĩ nghĩ ra lần đầu trong tháng 8 năm 1987. Bunn và Netter nêu ý kiến của họ cho Dr. Jonathan Mann, Giám đốc Chương trình toàn cầu về bệnh AIDS (nay gọi là Chương trình chung của Liên Hợp Quốc về HIV/AIDS). Dr. Mann thích sáng kiến này, đã chấp thuận và đồng ý với khuyến nghị về việc tổ chức "Ngày thế giới phòng chống bệnh AIDS" đầu tiên vào ngày 1 tháng 12 năm 1988.
Bunn – nguyên là một nhà báo của đài truyền hình KPIX ở San Francisco, Hoa Kỳ, tạm nghỉ phép – đã tiến cử ngày 1 tháng 12 vì tin rằng ngày này sẽ được các phương tiện truyền thông phương Tây theo dõi loan tin tối đa. Vì năm 1988 là năm bầu cử ở Hoa Kỳ, Bunn cho rằng các phương tiện truyền thông sẽ chán loan tin hậu bầu cử (sau đầu tháng 11) và hăm hở tìm chuyện mới để loan tin. Bunn và Netter xác định là ngày 1 tháng 12 đủ xa sau sự kiện bầu cử và đủ sớm trước kỳ nghỉ lễ Giáng sinh, trên thực tế, là một điểm chết trong lịch tin tức và do đó là thời gian thích hợp nhất cho (việc loan tin về) Ngày thế giới phòng chống bệnh AIDS.
Ngày 18.6.1986 chương trình "AIDS Lifeline" của đài truyền hình KPIX - một dự án giáo dục cộng đồng – có vinh dự được tổng thống Ronald Reagan nêu ra như một dẫn chứng về sáng kiến trong khu vực tư nhân. Do vai trò đồng sáng tạo chương trình "AIDS Lifeline" Bunn được Dr. Mann yêu cầu – nhân danh chính phủ Hoa Kỳ - nghỉ phép 2 năm (ở đài truyền hình KPIX) để theo Dr. Mann, một nhà dịch tễ học làm việc ở các Trung tâm kiểm soát bệnh, để phụ tá trong việc sáng tạo "Chương trình toàn cầu về bệnh AIDS" cho Tổ chức Y tế Thế giới của Liên Hợp Quốc. Bunn đồng ý và được bổ nhiệm làm Viên chức thông tin đại chúng thứ nhất cho Chương trình toàn cầu về bệnh AIDS. Cùng với Netter, Bunn đã nghĩ ra, thiết kế và thực hiện lễ khai mạc "Ngày thế giới  phòng chống bệnh AIDS" đầu tiên – nay là nhận thức và sáng kiến phòng chống bệnh kéo dài nhất trong lịch sử y tế công cộng.
Chương trình chung của Liên Hợp Quốc về HIV/AIDS (Joint United Nations Programme on HIV/AIDS) (UNAIDS) đã bắt đầu hoạt động vào năm 1996, và nắm việc quy hoạch và xúc tiến Ngày thế giới phòng chống bệnh AIDS. Thay vì tập trung vào một ngày duy nhất, Chương trình chung của Liên Hợp Quốc về HIV/AID đã lập ra "Chiến dịch thế giới phòng chống AIDS" vào năm 1997 để tập trung vào thông tin, phòng chống và giáo dục về HIV/AIDS quanh năm.
Trong 2 năm đầu, chủ đề của Ngày thế giới phòng chống bệnh AIDS tập chú vào các trẻ em và người trẻ. Các chủ đề trên lúc đó đã bị chỉ trích mạnh mẽ vì đã lờ đi sự kiện là người ta thuộc mọi lứa tuổi đều có thể bị nhiễm HIV và bệnh AIDS. Tuy nhiên, các chủ đề đã thu hút sự chú ý tới nạn dịch HIV/AIDS, giúp giảm bớt một số kỳ thị xung quanh căn bệnh này, và giúp thúc đẩy sự nhìn nhận vấn đề là một bệnh gia đình.
Năm 2004, "Chiến dịch thế giới phòng chống bệnh AIDS" đã trở thành một tổ chức độc lập.
Hàng năm, các giáo hoàng Gioan Phaolô II và giáo hoàng Biển Đức XVI đều gửi điện văn chào mừng tới các bệnh nhân và các thầy thuốc trong Ngày thế giới phòng chống bệnh AIDS.

## Việc chọn chủ đề
Từ khi bắt đầu cho tới năm 2004, Chương trình chung của Liên Hợp Quốc về HIV/AIDS, cơ quan dẫn đầu chiến dịch Ngày thế giới phòng chống bệnh AIDS, đã lựa chọn các chủ đề hàng năm có tham khảo ý kiến các tổ chức y tế toàn cầu khác.
Tính đến năm 2008, chủ đề Ngày thế giới phòng chống bệnh AIDS mỗi năm đều do Ban Chỉ đạo toàn cầu của Chiến dịch thế giới phòng chống bệnh AIDS lưa chọn sau khi tham khảo ý kiến rộng rãi với những người, tổ chức và cơ quan chính phủ tham gia trong công tác phòng chống và điều trị HIV/AIDS. Đối với mỗi Ngày thế giới phòng chống bệnh AIDS từ năm 2005 đến năm 2010, thì chủ đề là "Hãy chặn đứng bệnh  AIDS. Hãy giữ vững cam kết", với một chủ đề phụ, hàng năm. Chủ đề bao quát này được thiết kế để khuyến khích các nhà lãnh đạo chính trị giữ cam kết của họ cho mọi người được quyền tiếp cận việc phòng chống, điều trị HIV/AIDS, chăm sóc, và hỗ trợ vào năm 2010.

### Các chủ đề Ngày thế giới phòng chống bệnh AIDS từ năm 1988–tới nay

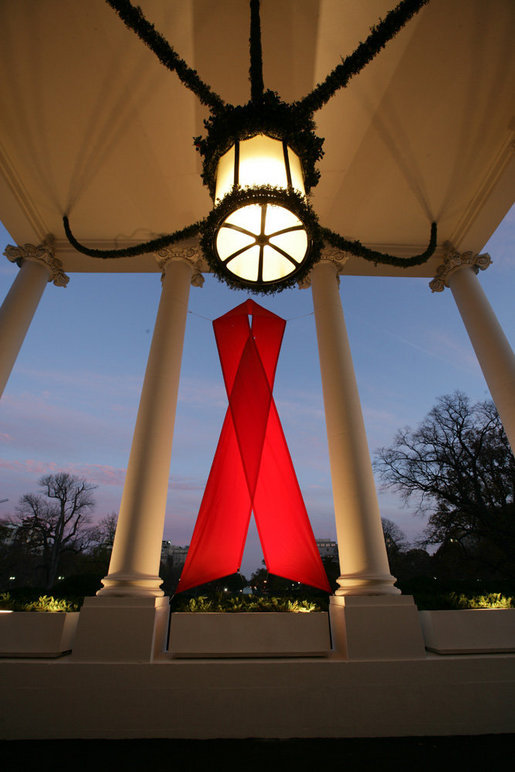
Một dải băng đỏ treo giữa các cột ở cổng phía bắc của Nhà Trắng nhân Ngày thế giới phòng chống bệnh AIDS, 30.11.2007

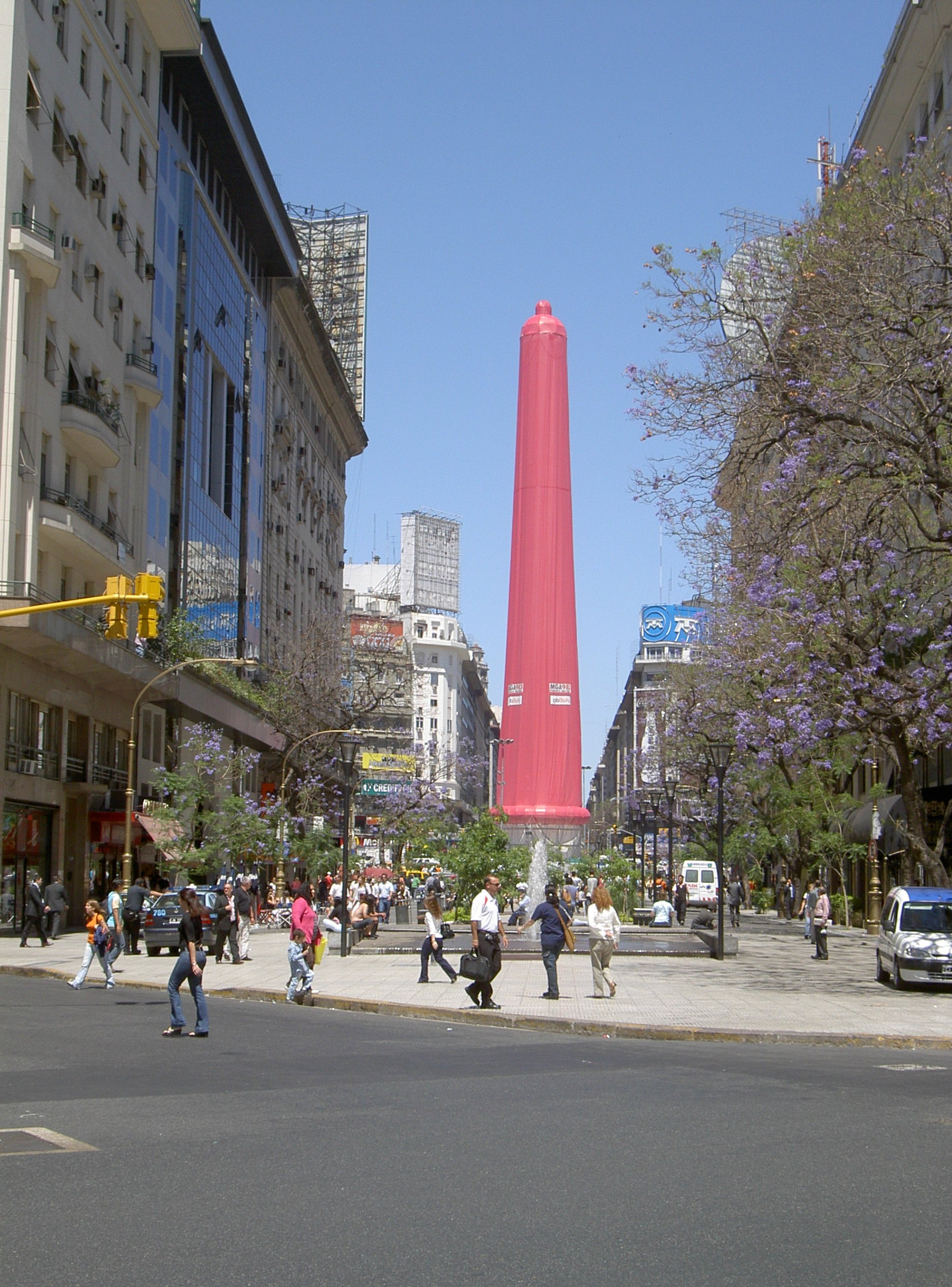
Một bao cao su dài 67 m trên Obelisk of Buenos Aires (Cột hình tháp của thành phố Buenos Aires), Argentina, là một phần chiến dịch nhận thức cho Ngày thế giới phòng chống bệnh AIDS năm 2005

### Các chủ đề Ngày thế giới phòng chống bệnh AIDS  từ năm 1988–tới nay[16]
| Năm  | Chủ đề                                                                                        |
| 2023 | Hãy để cộng đồng dẫn dắt - LED COMMUNITY LEAD                                                 |
| 2022 | Bình đẳng - Equalize                                                                          |
| 2021 | Chấm dứt sự bất bình đẳng. Chấm dứt dịch bệnh AIDS- End inequalities. End AIDS                |
| 2020 | ĐOÀN KẾT VÀ CHIA SẺ TRÁCH NHIỆM                                                               |
| 2019 | Cùng hành động để kết thúc dịch AIDS                                                          |
| 2018 | Biết rõ tình trạng của bạn                                                                    |
| 2017 | Sức khỏe của tôi, Quyền của tôi                                                               |
| 2016 | Giơ tay lên vì #Phòng ngừa HIV                                                                |
| 2015 | Trên đường đua nhanh chóng kết thúc AIDS                                                      |
| 2014 | Đóng khoảng cách                                                                              |
| 2013 | Không phân biệt đối xử                                                                        |
| 2012 | Cùng nhau chúng ta sẽ kết thúc AIDS                                                           |
| 2011 | Hãy đạt số 0                                                                                  |
| 2010 | Quyền đạt được cho mọi người và Nhân quyền                                                    |
| 2009 | Quyền đạt được cho mọi người và Nhân quyền                                                    |
| 2008 | Hãy chặn đứng AIDS. Hãy giữ lời cam kết – Lãnh đạo – Trao sức mạnh và Sự tin tưởng – Cứu giúp |
| 2007 | Hãy chặn đứng AIDS. Hãy giữ lời cam kết – Sự lãnh đạo                                         |
| 2006 | Hãy chặn đứng AIDS. Hãy giữ lời cam kết – Trách nhiệm                                         |
| 2005 | Hãy chặn đứng AIDS. Hãy giữ lời cam kết                                                       |
| 2004 | Phụ nữ, Thiếu nữ, HIV và AIDS                                                                 |
| 2003 | Dấu hiệu ghét bỏ và Sự phân biệt đối xử                                                       |
| 2002 | Dấu hiệu ghét bỏ và Sự phân biệt đối xử                                                       |
| 2001 | Tôi quan tâm. Còn anh?                                                                        |
| 2000 | AIDS: Người có ảnh hưởng                                                                      |
| 1999 | Nghe, Học, Sống: Chiến dịch thế giới phòng chống AIDS với trẻ em & người trẻ                  |
| 1998 | Sức mạnh để Thay đổi: Chiến dịch thế giới phòng chống AIDS với các người trẻ                  |
| 1997 | Cuộc sống của trẻ em trong một thế giới có bệnh AIDS                                          |
| 1996 | Một thế giới. Một hy vọng                                                                     |
| 1995 | Các quyền chung, Các trách nhiệm chung                                                        |
| 1994 | Bệnh AIDS và gia đình                                                                         |
| 1993 | Hành động                                                                                     |
| 1992 | Cam kết của Cộng đồng                                                                         |
| 1991 | Chia sẻ sự Thách thức                                                                         |
| 1990 | Phụ nữ và bệnh AIDS                                                                           |
| 1989 | Giới trẻ                                                                                      |
| 1988 | Truyền thông                                                                                  |

## Tháng nhận thức bệnh AIDS
Nhiều chính phủ và nhiều tổ chức đã công bố lấy các tháng khác nhau làm Tháng nhận thức bệnh AIDS. Tháng được chọn nhiều nhất là tháng 10 và tháng 12. Tháng 12 được chọn vì trùng với Ngày thế giới phòng chống bệnh AIDS.